# Erik Elfvedalius
Erik Jonasson Elfvedalius (även latiniserat som Ericus Jonæ Elfvedalius), född i juli 1634 i Klarälvdalen, död 8 februari 1677 i Lund, var en svensk professor, och under en termin även rektor för Lunds universitet.

## Biografi
Erik Elfvedalius var son till kyrkoherden Jonas Laurentii Kjellstadius och Catharina Bengtsdotter Elfdalia, och systerson till Sveno Benedicti Elfdalius. Efter att ha blivit intagen och studerat vid Carlstad Skola sedan 1642 inskrevs Elfdalius 1652 vid Uppsala universitet, under namnet Ericus Jonæ Elffdalius Vermeland. Vid Uppsala universitet var Elfdalius respondent till flera avhandlingar, bland annat till "Dissertatio theologica de Christianæ religionis veritate" (Svenska: "Den teologiska sanningen om den kristna religionen" publicerad 1661) där Jordan Edenius var preses, och till "Eudaimonia practica" (publicerad 1662) där Petrus Fontelius var preses. Vid Uppsala blev han 1664 filosofie magister.  
Kort därefter blev Elfvedalius lärare för en son till rikskanslern Magnus Gabriel De la Gardie, och han utnämndes på dennes förord den 8 december 1666 till professor i historia och praktisk filosofi vid det nybildade universitetet i Lund. Elfvedalius blev således den förste värmländske professorn verksam vid Lunds universitet, även om Elfvedalius akademiska verksamhet vid universitetet skulle inledas först två år senare, eftersom han tillsammans med sin lärjunge Gustaf Adolf De la Gardie befunnit sig på resa genom Danmark, Tyskland, Nederländerna och England under dessa två år. Vid hemkomsten 1668 tillträdde Elfvedalius tjänsten som professor i både historia samt i etik & politik, vars professioner förenats, samt som bibliotekarie vid Lunds universitetsbibliotek. 1669 övertogs Elfdalius lärartjänst i historia av Ivar Wandalin, men Elfvedalius fortsatte tjänsten som professor i etik & politik fram till 1671, då han cederade tjänsten till Samuel von Pufendorf för att istället arbeta som professor i romersk vältalighet och poesi efter att Christian Cassius lämnat tjänsten. Mellan 1672 och 1676 hade Elfvedalius ansvar för universitetsbiblioteket.
Under höstterminen 1674 var Elfvedalius rektor för Lunds universitet. Till rektorskalaset, som skulle hållas den 6 juni, beslutades att blivande rektor, prof. Elfvedalius, "skulle anticipera på sin lön 60 daler." Det var nämligen föreskrivet att tillträdande rektor skulle "bestå en liten måltid och hålla ett måttligt collats vid omskiftelsen."
I likhet med flera av sina kolleger låg Elfvedalius i fejd med biskopen Peder Winstrup, sedan denne nekats till att bli Lunds universitets förste prokansler. I en skrift från 1669 kallar Winstrup Elfvedalius för en ”ogudelig och öfvergifven menniska, hos hvilken hvarken Guds eller kungens respect plats finner”, på vilket Elfvedalius svarade: ”Om det förstås att intet observera kongl. respect, att limitera studenternas examina, och de kongl. commissarier determinera att kongl. påbud angående examina studiosorum skola förstås om alla studiosis indifferenter, kan jag denna quæestion uti sednere membro icke negera. Men eljest om någon biskopens ogudelighet vet jag intet”. Elfvedalius beskrevs ha hållit Winstrup "strängt efter fur". 
Vid skånska krigets utbrott 1675 var Elfvedalius en av de få professorer som stannade kvar i Lund. Samtidigt blev Elfvedalius nominerad till en omröstning om vilken professor som tillsammans med biskop Winstrup skulle representera Lund vid riksdagen 1676 i Göteborg. Om omröstningens resultat finns inte några andra upplysningar än att "några röstade pa Elfvedalius, andra på Holm och Buscovius." Dock så meddelade kung Karl XI kort efter Sveriges seger i slaget vid Lund den 4 december att riksdagen skulle upplösas, eftersom han inte kunde resa till Göteborg på grund av kriget.
Erik Jonsson Elfvedalius avled 1677 i Lund efter en tids sjukdom. Han beskrevs som en oförskräckt man, och Elfvedalius tidigare elev Haquin Spegel berättade att han var "i sin profession vuxen och aflade i förstone goda prof".

## Familj

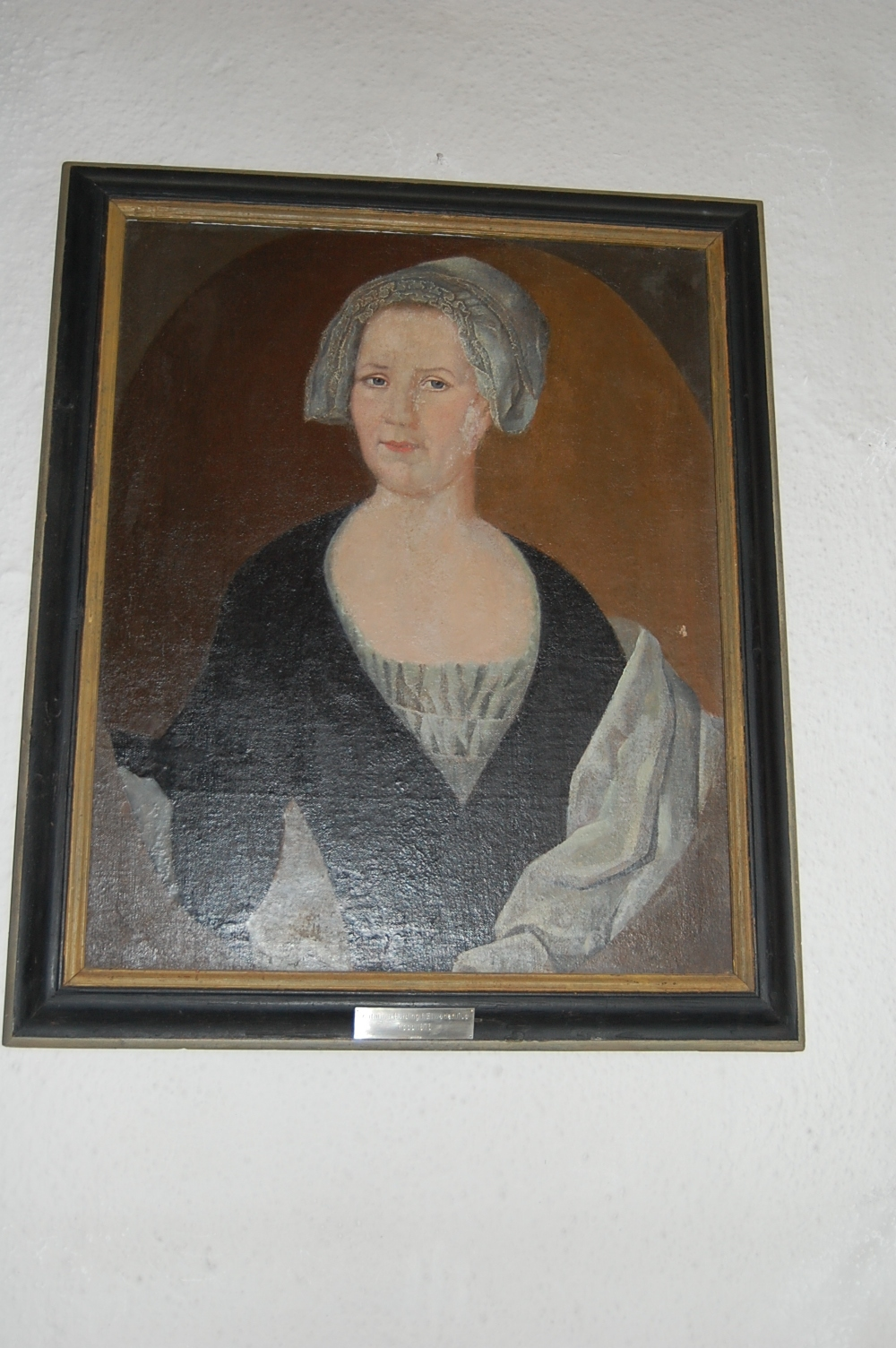
Målning av dottern Katarina i Gammalstorps kyrka

Elfvedalius var från 1663 gift med Brigitta Kolthoff, dotter till Henrik Hermansson Kolthoff, borgmästare i Karlstad. Tillsammans med henne hade Elfvedalius tre kända barn:
Barn med Birgitta Kolthoff:
1. Jonas Elfdalius (c. 1664–1714), stud. i Lund 1683
2. Christina Elfdalia (1672–?)
3. Catharina Elfdalia (1675– levde 1737), gift med 1:o 1696 med kyrkoheden i Gammalstorp i Lunds stift, Asmund Borgström, 2:o m. hans efterträdare Haqvinus Kjellbäck, 3:o m. dennes 2:e efterträdare Hans Quiding.